# Epargyreus
Epargyreus is een geslacht van vlinders uit de familie van de dikkopjes (Hesperiidae).

## Soorten
- Epargyreus antaeus (Hewitson, 1867)
- Epargyreus aspina Evans, 1952
- Epargyreus barisses (Hewitson, 1874)
- Epargyreus brodkorbi Freeman, 1969
- Epargyreus clarus (Cramer, 1775)
- Epargyreus clavicornis (Herrich-Schäffer, 1869)
- Epargyreus deleoni Freeman, 1977
- Epargyreus enispe (Hewitson, 1867)
- Epargyreus exadeus (Cramer, 1780)
- Epargyreus nutra Evans, 1952
- Epargyreus socus (Hübner, 1825)
- Epargyreus spanna Evans, 1952
- Epargyreus spina Evans, 1952
- Epargyreus spinosa Evans, 1952
- Epargyreus spinta Evans, 1952
- Epargyreus tmolis (Burmeister, 1875)
- Epargyreus windi Freeman, 1969
- Epargyreus zestos (Geyer, 1832)